# Levanteotter
Die Levanteotter (Macrovipera lebetina) ist eine Schlangenart aus der Familie der Vipern (Viperidae). Sie ist die größte Viper Europas, kommt hier allerdings nur in Dagestan und damit am äußersten östlichen Rand des Kontinents vor. Das gesamte Verbreitungsgebiet reicht von Zypern über die Türkei, den Irak und Iran bis nach Afghanistan und Pakistan, isolierte Vorkommen gibt es außerdem in Nordafrika. Es werden fünf Unterarten anerkannt. Die Levanteotter ist wie alle Vipern giftig; der Biss ist für Menschen jedoch nur in Ausnahmefällen tödlich.

## Beschreibung
Die Levanteotter wird durchschnittlich 80 bis 100 Zentimeter lang, kann regional aber auch Längen von 160 Zentimetern (nachgewiesen für Turkmenistan) bei einem Maximalgewicht von etwa 2,7 Kilogramm erreichen. Die Weibchen werden in der Regel etwas größer als die Männchen.
Der Körperbau der Schlange ist kräftig. Die Grundfarbe ist meistens hellgrau, kann aber regional auch graugrün, beige, gelb oder rotbraun sein. Die Körperschuppen weisen einen deutlichen Kiel auf. Die einzelnen Unterarten lassen sich vor allem anhand der Anzahl der Rücken- (Dorsalia) und Bauchschuppenreihen (Ventralia) sowie am Verhältnis der Schwanzlänge zur Gesamtlänge voneinander unterscheiden. In der Färbung sind alle Unterarten variabel, wobei regional verschiedene Farbmorphen häufiger sein können.
Die Rückenzeichnung besteht aus zwei Reihen versetzt stehender Querbänder, die dunkler als der Körper und manchmal auch zu einem Wellenband verbunden sind. Bei einigen Farbvarianten ist diese Zeichnung nur sehr undeutlich ausgebildet und vor allem bei der Unterart M. l. obtusa kaum zu erkennen. An den Körperseiten weist die Levanteotter außerdem eine Reihe von dunkleren Flecken auf, die als Barrenflecken bezeichnet werden. Zu diesen Zeichnungen kommt eine unregelmäßige Fleckung mit sehr kleinen gelben bis ockerfarbenen Farbtupfen. Die Bauchseite ist hellgrau bis graubraun oder rosafarben gefärbt und zeigt eine dunklere Sprenkelung. Die Schwanzspitze kann rosa- bis orangefarben oder gelblich sein. Jungtiere sind meist grau bis erdfarben und haben keine Fleckung.
Der deutlich vom Körper abgesetzte Kopf hat eine dreieckig abgerundete Form. Er ist mit vielen kleinen und gekielten Schuppen bedeckt, wobei auch die Überaugenschilde (Supraocularia) in zwei oder drei Einzelschuppen aufgeteilt sind. Die Pupille der sehr großen Augen ist senkrecht geschlitzt. Zwischen dem Augenrand und den Oberlippenschilden befinden sich zwei, seltener drei, Reihen von Unteraugenschilden (Subocularia). Die Kopfoberseite ist ungezeichnet, allerdings zieht sich ein dunkles Band von den Augen zum Mundwinkel (Schläfenband).

## Verbreitung
Die Levanteotter lebt in mehreren Unterarten vor allem im östlichen Mittelmeerraum und in Südwestasien.
Die Nominatform M. l. lebetina findet sich auf Zypern und an den Küsten der Türkei. M. l. obtusa ist von Israel über die Osttürkei und Transkaukasien bis nach Afghanistan und Westpakistan verbreitet. M. l. turanica und M. l. cernovi finden sich von Kasachstan bis in den Nordiran, im Norden von Afghanistan, in Nordwestpakistan sowie im westlichen Kaschmir. Endemisch von den anderen Unterarten getrennt ist die in Nordafrika in Tunesien und Algerien vorkommende M. l. transmediterranea. Weitere, nicht anerkannte Unterarten sind M. l. euphratica aus der Türkei sowie M. l. peilei aus Südafghanistan und Nordpakistan.
| Unterart                | Erstbeschreiber          | Verbreitung |
| ----------------------- | ------------------------ | --- |
| M. l. cernovi           | (Chikin & Ščerbak, 1992) | Nordöstlicher Iran, Südturkmenistan, Nordafghanistan und Pakistan (Kaschmir).                                                                                  |
| M. l. lebetina          | (Linnaeus, 1758)         | Zypern, Türkei |
| M. l. obtusa            | (Dwigubsky, 1832)        | Türkei, Syrien, Libanon, Irak, Nordjordanien, Kaukasus (inkl. Armenien), Aserbaidschan, Dagestan, Iran, südliches Afghanistan, Pakistan, Nordindien (Kaschmir) |
| M. l. transmediterranea | (Nilson & Andrén, 1988)  | Algerien, Tunesien |
| M. l. turanica          | (Cernov, 1940)           | Ostturkmenistan, Usbekistan, Tadschikistan, Südwest-Kasachstan, Nordafghanistan und Westpakistan                                                               |

## Lebensraum
Die Levanteotter bevorzugt warme und trockene Gebiete mit spärlicher Vegetation, etwa Steppen, Berghänge oder Geröllflächen. Sehr häufig findet man sie an Hängen, welche sich zu Gewässern hinziehen. Weinstöcke und warme Gemüsegärten werden ebenfalls ziemlich häufig von der Schlange aufgesucht, ansonsten kommt sie in menschlichen Behausungen selten und dann nur in ruhigen, wenig genutzten Gebäuden vor.
Im Gebirge ist sie bis 1500 Meter regelmäßig anzutreffen, die höchsten Funde lagen bei etwa 2000 bis 2500 Metern im Kopet Dagh sowie im Pamir.

## Lebensweise
Die Levanteotter lebt vornehmlich am Boden, sie ist jedoch auch in der Lage, in Gebüsche und kleinere Bäume zu klettern. Morgens hält sie sich auf Flächen mit direkter Sonnenbestrahlung auf, um den Körper zu erwärmen. Ihre Aktivitätszeiten sind sehr stark  von den Außentemperaturen abhängig. So ist sie im Frühjahr und Herbst vor allem tagsüber aktiv, im Hochsommer vornehmlich in der kühleren Dämmerungszeit sowie nachts. Dies spiegelt sich auch regional wider, im Norden ihres Areals ist sie entsprechend eher tag-, im Süden eher nachtaktiv. Bei Populationen in den Bergen wurden saisonale Wanderungen festgestellt, so halten sich die Tiere im Sommer im Bereich von Bächen und im Winter in den kargeren Felsregionen auf. Im Winter hält sie für zwei bis sechs Monate eine Winterruhe. Die Überwinterung erfolgt in Erdspalten oder verlassenen Säugerbauten in Individuenzahlen von einer bis zu etwa 20 Schlangen.
Die geschlechtsreifen Tiere häuten sich im Regelfall drei Mal im Jahr: ein erstes Mal nach der Winterruhe, ein weiteres Mal im Hochsommer und schließlich im Herbst. Jungschlangen häuten sich dagegen häufiger.

### Ernährung
Die Levanteotter ist bei ihrer Nahrungswahl wenig spezialisiert. Die Ernährung besteht vor allem aus Kleinsäugern wie Ratten, kleinen Kaninchen und Mäusen. Außerdem erbeutet sie Vögel, Frösche, Eidechsen und kleinere Schlangen sowie große Insekten und Spinnentiere wie etwa Walzenspinnen (Solifugae). Die Zusammensetzung der Beute variiert dabei regional sehr stark, meistens machen jedoch Säuger und Vögel den Hauptanteil aus. Für das Nuratau-Gebirge wird beschrieben, dass sich die Schlangen hier darauf spezialisiert haben, Singvögeln an der Vogeltränke aufzulauern. Die Beute wird mit einem Biss getötet, festgehalten und wie bei allen Schlangen vollständig verschlungen.
Bei Untersuchungen in einem großen Serpentarium in Taschkent konnte festgestellt werden, dass die Schlangen während der Monate Mai bis Juni die größten Nahrungsmengen zu sich nahmen und im Juli die Nahrungsaufnahme auf ein Minimum reduzierten. Ab August nahm die Menge dann wieder bis zum Jahresende zu, um dann in den ersten Monaten des Jahres wieder abzunehmen. Pro Mahlzeit kann eine Schlange mit rund 80 Zentimetern Länge bis zu fünf Hühnerküken und damit eine Masse von etwa 200 bis 250 Gramm aufnehmen. Die Verdauung dauert im Sommer drei bis fünf, im Winter fünf bis sieben Tage.

### Feinde
Obwohl die Levanteotter über ein sehr potentes Gift verfügt und zudem relativ groß wird, sind vor allem die Jungschlangen durch eine Reihe von Fressfeinden bedroht. Dazu gehören vor allem andere Schlangen wie etwa die Sandrasselotter (Echis carinatus) und die Mittelasiatische Kobra (Naja oxiana), der Wüstenwaran (Varanus griseus) sowie Greifvögel wie der Schwarzmilan (Milvus migrans) oder der Adlerbussard (Buteo rufinus). Auch bei Magenanalysen von  Rotfüchsen (Vulpes vulpes) konnte man Überreste der Levanteotter finden. Auf Störungen reagiert die Schlange meist mit Flucht. Fehlt ihr die Fluchtmöglichkeit, schnappt sie sehr schnell und heftig zu.

### Fortpflanzung und Entwicklung
Die Geschlechtsreife tritt bei der Levanteotter  nach 44 bis 46 Monaten und einer Gesamtlänge von etwa 70 Zentimetern ein. Die Paarung erfolgt, regional unterschiedlich, von April bis Mai, in manchen Regionen zusätzlich noch im September bis Oktober. Die Weibchen paaren sich in dieser Zeit mehrfach, jede Kopulation kann dabei von etwa 15 Minuten bis mehrere Stunden dauern. Die befruchteten Embryonen können in ihrer Entwicklung eine Pause, die so genannte Diapause, einlegen.
Die Weibchen der Levanteotter legen ihre Eier (Oviparie) abhängig von der Unterart und Region von Mitte Mai bis Ende Juni oder sogar erst Ende Juli bis August. In der Regel besteht ein Gelege aus 14 bis 20 Eiern, die Spanne reicht dabei von 6 bis über 40 Eier. Nach etwa ein bis zwei Monaten schlüpfen die Jungschlangen mit einer Gesamtlänge von etwa 15 bis 20 Zentimetern. Für die Levanteottern in Aserbaidschan konnte neben dem Einfluss der abiotischen Umweltbedingungen auch ein Einfluss der verfügbaren Nahrungsmenge auf die Fruchtbarkeit festgestellt werden: Bei einer abnehmenden Kleinsäugerdichte nahm das Potential der Population, Nachwuchs zu produzieren, ebenfalls deutlich ab.

## Systematik
Die Levanteotter wurde lange Zeit in die Gattung der Echten Ottern (Vipera) eingeordnet, gemeinsam mit den meisten anderen europäischen Vipern. 1992 erfolgte eine Revision der Gattung, bei der die Levanteotter auf der Basis von biochemischen Merkmalen gemeinsam mit drei weiteren Arten in die Gattung Macrovipera eingeordnet wurde. Die bis dahin als Unterart der Levanteotter angesehene Kykladenviper (Macrovipera schweizeri) wurde zudem als eigene Art anerkannt und als Schwesterart der Levanteotter beschrieben. Sie lebt als Inselbewohner im Milos-Archipel und wahrscheinlich auch auf der Insel Kythnos in der Ägäis. Die beiden nordafrikanischen Arten  Saharaotter und Atlasotter komplettierten die Gattung.
Durch Lenk et al. 2001 wurde diese Zusammenstellung allerdings angezweifelt. Auf molekularbiologischer Basis lässt sich zwar das Schwestergruppenverhältnis von Levanteotter und Kykladenviper halten, die afrikanischen Arten werden dagegen in die nähere Verwandtschaft der Kettenviper (Daboia russelii) und der Palästinaviper (Daboia palaestinae) gestellt, daher wurde die Zuordnung der afrikanischen Macrovipera sowie der Palästinaviper zur Gattung Daboia vorgeschlagen. Demnach gehören zur Gattung Macrovipera nur noch die Levanteotter und die Kykladenviper.
| N.N. | \| \| Echte Ottern, Untergattung Montivipera \| \| \| \| \| \| Macrovipera lebetina und Macrovipera schweizeri \| \| \| \| |
|      | \| \| Echte Ottern, Untergattung Montivipera \| \| \| \| \| \| Macrovipera lebetina und Macrovipera schweizeri \| \| \| \| |
|      | Daboia incl. D. deserti + D. mauretanica                                                                                   |
|      | |
|      | Echte Ottern, Untergattung Montivipera                                                                                     |
|      | |
|      | Macrovipera lebetina und Macrovipera schweizeri                                                                            |
|      | |

|  | Echte Ottern, Untergattung Montivipera          |
|  |                                                 |
|  | Macrovipera lebetina und Macrovipera schweizeri |
|  |                                                 |

| N.N. | \| \| Echte Ottern, Untergattung Montivipera \| \| \| \| \| \| Macrovipera lebetina und Macrovipera schweizeri \| \| \| \| |
|      | \| \| Echte Ottern, Untergattung Montivipera \| \| \| \| \| \| Macrovipera lebetina und Macrovipera schweizeri \| \| \| \| |
|      | Daboia incl. D. deserti + D. mauretanica                                                                                   |
|      | |
|      | Echte Ottern, Untergattung Montivipera                                                                                     |
|      | |
|      | Macrovipera lebetina und Macrovipera schweizeri                                                                            |
|      | |

|  | Echte Ottern, Untergattung Montivipera          |
|  |                                                 |
|  | Macrovipera lebetina und Macrovipera schweizeri |
|  |                                                 |

| N.N. | \| \| Echte Ottern, Untergattung Montivipera \| \| \| \| \| \| Macrovipera lebetina und Macrovipera schweizeri \| \| \| \| |
|      | \| \| Echte Ottern, Untergattung Montivipera \| \| \| \| \| \| Macrovipera lebetina und Macrovipera schweizeri \| \| \| \| |
|      | Daboia incl. D. deserti + D. mauretanica                                                                                   |
|      | |
|      | Echte Ottern, Untergattung Montivipera                                                                                     |
|      | |
|      | Macrovipera lebetina und Macrovipera schweizeri                                                                            |
|      | |

|  | Echte Ottern, Untergattung Montivipera          |
|  |                                                 |
|  | Macrovipera lebetina und Macrovipera schweizeri |
|  |                                                 |

| N.N. | \| \| Echte Ottern, Untergattung Montivipera \| \| \| \| \| \| Macrovipera lebetina und Macrovipera schweizeri \| \| \| \| |
|      | \| \| Echte Ottern, Untergattung Montivipera \| \| \| \| \| \| Macrovipera lebetina und Macrovipera schweizeri \| \| \| \| |
|      | Daboia incl. D. deserti + D. mauretanica                                                                                   |
|      | |
|      | Echte Ottern, Untergattung Montivipera                                                                                     |
|      | |
|      | Macrovipera lebetina und Macrovipera schweizeri                                                                            |
|      | |

|  | Echte Ottern, Untergattung Montivipera          |
|  |                                                 |
|  | Macrovipera lebetina und Macrovipera schweizeri |
|  |                                                 |

| N.N. | \| \| Echte Ottern, Untergattung Montivipera \| \| \| \| \| \| Macrovipera lebetina und Macrovipera schweizeri \| \| \| \| |
|      | \| \| Echte Ottern, Untergattung Montivipera \| \| \| \| \| \| Macrovipera lebetina und Macrovipera schweizeri \| \| \| \| |
|      | Daboia incl. D. deserti + D. mauretanica                                                                                   |
|      | |
|      | Echte Ottern, Untergattung Montivipera                                                                                     |
|      | |
|      | Macrovipera lebetina und Macrovipera schweizeri                                                                            |
|      | |

|  | Echte Ottern, Untergattung Montivipera          |
|  |                                                 |
|  | Macrovipera lebetina und Macrovipera schweizeri |
|  |                                                 |

| N.N. | \| \| Echte Ottern, Untergattung Montivipera \| \| \| \| \| \| Macrovipera lebetina und Macrovipera schweizeri \| \| \| \| |
|      | \| \| Echte Ottern, Untergattung Montivipera \| \| \| \| \| \| Macrovipera lebetina und Macrovipera schweizeri \| \| \| \| |
|      | Daboia incl. D. deserti + D. mauretanica                                                                                   |
|      | |
|      | Echte Ottern, Untergattung Montivipera                                                                                     |
|      | |
|      | Macrovipera lebetina und Macrovipera schweizeri                                                                            |
|      | |

|  | Echte Ottern, Untergattung Montivipera          |
|  |                                                 |
|  | Macrovipera lebetina und Macrovipera schweizeri |
|  |                                                 |

| N.N. | \| \| Echte Ottern, Untergattung Montivipera \| \| \| \| \| \| Macrovipera lebetina und Macrovipera schweizeri \| \| \| \| |
|      | \| \| Echte Ottern, Untergattung Montivipera \| \| \| \| \| \| Macrovipera lebetina und Macrovipera schweizeri \| \| \| \| |
|      | Daboia incl. D. deserti + D. mauretanica                                                                                   |
|      | |
|      | Echte Ottern, Untergattung Montivipera                                                                                     |
|      | |
|      | Macrovipera lebetina und Macrovipera schweizeri                                                                            |
|      | |

|  | Echte Ottern, Untergattung Montivipera          |
|  |                                                 |
|  | Macrovipera lebetina und Macrovipera schweizeri |
|  |                                                 |

| N.N. | \| \| Echte Ottern, Untergattung Montivipera \| \| \| \| \| \| Macrovipera lebetina und Macrovipera schweizeri \| \| \| \| |
|      | \| \| Echte Ottern, Untergattung Montivipera \| \| \| \| \| \| Macrovipera lebetina und Macrovipera schweizeri \| \| \| \| |
|      | Daboia incl. D. deserti + D. mauretanica                                                                                   |
|      | |
|      | Echte Ottern, Untergattung Montivipera                                                                                     |
|      | |
|      | Macrovipera lebetina und Macrovipera schweizeri                                                                            |
|      | |

|  | Echte Ottern, Untergattung Montivipera          |
|  |                                                 |
|  | Macrovipera lebetina und Macrovipera schweizeri |
|  |                                                 |

Diese Ansicht wird bestätigt durch Garrigues et al. 2004, indem die Vipern eine europäische Sektion aus verschiedenen Vipera-Arten sowie eine orientalische Sektion aus den benannten Gattungen Daboia und Macrovipera sowie den Montivipera-Arten bilden. Wie bei Lenk et al. 2001 ist die Gattung der Großvipern in der aktuellen Zusammenstellung paraphyletisch, die Kettenviper (Daboia russeli) bildet ein Taxon mit der Palästinaviper und der Atlasotter (die Saharaotter und die Kykladenviper waren nicht Teil der Untersuchung). Mallow et al. 2003 ordneten entsprechend die Palästinaotter in die Gattung ein die Atlasotter wurde 2008 von Wüster et al. auf Basis der Ergebnisse von Lenk et al. zu Daboia gestellt.

## Gift

### Giftwirkung
Wie bei allen Schlangenbissen hängt auch die Wirkung des Bisses einer Levanteotter von vielen Faktoren ab: Größe der Schlange, letzte Nahrungsaufnahme der Schlange, Jahreszeit und Tagestemperatur im Moment des Bisses, Konstitution und Bissregion des Bissopfers.
Ein Biss erfordert umgehend ärztliche Hilfe sowie die Gabe eines Antiserums. Auf keinen Fall darf die Bisswunde abgebunden, ausgesaugt, aufgeschnitten oder ausgebrannt werden. Ist die Vergiftung nur lokal, treten lebensbedrohliche Symptome eher selten auf. Es wird jedoch auch von schweren Bissverläufen berichtet. Das Gift induziert eine starke Schwellung der Bissregion, die sich ausbreitet. Es kommt zur Ödembildung bis zur Nekrotisierung des Gewebes. Gerinnungsstörungen und Nierenfunktionsstörungen können auftreten. Zu den allgemeineren Symptomen zählen Übelkeit mit Erbrechen, eine erhöhte Herzschlagfrequenz, Krämpfe sowie motorische Störungen wie Schwindelgefühle und Taubheit der Extremitäten.
Durch Levanteottern verursachte Todesfälle sind sehr selten und kommen nur bei fehlender Behandlung vor, ebenfalls seltene Folgen sind ausgedehnte Nekrosen mit dadurch notwendigen Amputationen der betroffenen Gliedmaßen.

### Zusammensetzung
Das Gift der Levanteotter ist eine sehr dickflüssige und bernsteinfarbene Flüssigkeit. Es handelt sich um ein sehr wirksames Hämotoxin und hat eine zytotoxische Wirkung. Es zerstört die Gefäßwände und führt zu inneren Blutungen, zugleich kommt es zu pathologischen Gerinnungen und damit Thrombosen.
Die einzelnen Bestandteile des Giftes sind noch nicht vollständig erforscht und wie viele andere Schlangengifte enthält es neben häufig in Schlangengiften vorkommenden Substanzen auch artspezifische Proteine wie etwa die 2001 entdeckten Proteine Lebecetin und Lebetin, das 2004 entdeckte Lebectin und das 2005 entdeckte Lebestatin. Die meisten Bestandteile finden eine breite Verwendung in der Medizin als Blutgerinner und -verflüssiger sowie in der Krebsmedizin.

## Bedrohung und Schutz
Der Einfluss des Menschen auf die Populationen der Levanteotter ist hoch. Dabei stirbt ein großer Teil im Straßenverkehr oder wird getötet, wenn die Tiere zu nah an Siedlungen gefunden werden. Ihr Lebensraum wird häufig von Schafherden be- und überweidet und damit zerstört.
Nach der Berner Konvention ist die Levanteotter im Appendix II aufgenommen und entsprechend streng geschützt. Auch nach dem Washingtoner Artenschutz-Übereinkommen (CITES) und entsprechend dem Bundesnaturschutzgesetz (BNatSchG) gilt die Levanteotter als streng geschützt und ist im Anhang I gelistet, der Handel mit den Tieren ist entsprechend verboten.
In Asien ist der Fang zur Gewinnung von Schlangengift allerdings erlaubt, sodass sie in großen Serpentarien gehalten werden. Dabei werden häufig tausende von Schlangen gefangen. In Taschkent waren es beispielsweise im Jahr 1972 5530 Ottern. Besonders der Natur entnommene Tiere ab etwa einem Meter Körperlänge verweigern das Futter in der Gefangenschaft und sterben relativ schnell.

### Zitierte Quellen
Die Informationen dieses Artikels entstammen zum größten Teil den unter Literatur angegebenen Quellen, darüber hinaus werden folgende Quellen zitiert:
1. 1 2  Macrovipera lebetina (TSN 634977) im Integrated Taxonomic Information System (ITIS).
2. ↑  Ludwig D. Mallow, G. Nilson: True Vipers: Natural History and Toxinology of Old World Vipers. Krieger, Malabar 2003, ISBN 0-89464-877-2.
3. ↑  H.-W. Herrmann, U. Joger, G. Nilson: Phylogeny and systematics of viperine snakes. III: resurrection of the genus Macrovipera (Reuss, 1927) as suggested by biochemical evidence. In: Amphibia-Reptilia. 13, 1992, S. 375–392.
4. ↑  P. Lenk, S. Kalayabina, M. Wink, U. Joger: Evolutionary relationships among the true vipers (Reptilia: Viperidae) inferred from mitochondrial DNA sequences (PDF; 139 kB). In: Molecular Phylogenetics and Evolution 19, 2001, S. 94–104 (englisch).
5. ↑  Thomas Garrigues, Catherine Dauga, Elisabeth Ferquel, Valérie Choumet, Anna-Bella Failloux: Molecular phylogeny of Vipera Laurenti, 1768 and the related genera Macrovipera (Reuss, 1927) and Daboia (Gray, 1842), with comments about neurotoxic Vipera aspis aspis populations. In: Molecular Phylogenetics and Evolution 35 (1), 2005, S. 35–47.
6. ↑  David Mallow, David Ludwig, Göran Nilson: True Vipers. Natural History and Toxinology of Old World Vipers. Krieger Publishing Company Malabar, Florida, 2003; Seiten 141–159, ISBN 0-89464-877-2.
7. ↑  Wolfgang Wüster, Lindsay Peppin, Catharine E. Pook, Daniel E. Walker: A nesting of vipers: Phylogeny and historical biogeography of the Viperidae (Squamata: Serpentes). In: Molecular Phylogenetics and Evolution 49, 2008, S. 445–459 (englisch).
8. ↑  Saray u. a.: Lebecetin, a C-lectin protein from the venom of Macrovipera lebetina that inhibits platelet aggregation and adhesion of cancerous cells. In: Haemostasis. 31, 3–6, 2001, Seiten 173–176, PMID 11910182
9. ↑  N. Marrakchi u. a.: Lebetin peptides: potent platelet aggregation inhibitors. In: Haemostasis. 31, 3–6, 2001, Seiten 207–210, PMID 11910186
10. ↑  Saray u. a.: Lebectin, a novel C-type lectin from Macrovipera lebetina venom, inhibits integrin-mediated adhesion, migration and invasion of human tumour cells. In: Laboratory Investigation. 84, 5, 2004, Seiten 573–581, PMID 15048137
11. ↑  K. Z. Olfa u. a.: Lebestatin, a disintegrin from Macrovipera venom, inhibits integrin-mediated cell adhesion, migration and angiogenesis. In: Laboratory Investigation. 85, 12, 2005, Seiten 1507–1516, PMID 16200076
12. ↑  Übereinkommen über die Erhaltung der europäischen wildlebenden Pflanzen und Tiere und ihrer natürlichen Lebensräume, Appendix II auf Council of Europe (englisch)
13. ↑  Listung nach CITES und BNatSchG (Seite nicht mehr abrufbar, festgestellt im März 2022. Suche in Webarchiven)  Info: Der Link wurde automatisch als defekt markiert. Bitte prüfe den Link gemäß Anleitung und entferne dann diesen Hinweis.